# Zelithophaga
Zelithophaga is een monotypisch geslacht van tweekleppigen uit de familie van de Mytilidae.

## Soort
- Zelithophaga truncata (Gray, 1843)